# هاتاکه‌یاما شیگه‌یاسو
هاتاکه‌یاما شیگه‌یاسو (به ژاپنی: 畠山 六郎 重保 Hatakeyama Shigeyasu) جنگجویی در دوره کاماکورا بود که در سال ۱۲۰۵ قربانی دسیسه‌های سیاسی شد.